# KOSÉ Your Songs Best10
『KOSÉ Your Songs Best10』（コーセー・ユア・ソングス・ベストテン）は、TOKYO FM系 (JFN) 全38局ネットで2017年4月2日から2019年9月29日まで放送されたカウントダウン番組である。コーセーが一社提供した。

## 番組内容
毎週テーマに沿った曲をリスナーから募集し、独自の音楽チャートを作る音楽番組。
コーセーは1975年から1996年にかけて、TOKYO FM・JFN系で『コーセー化粧品 歌謡ベスト10→KOSE 歌謡ベスト10→KOSE カウントダウン・ジャパン』（現在は『COUNTDOWN JAPAN』のタイトル・別スポンサーで継続している。）を一社提供しており、21年ぶりに同系列でランキング番組を提供する。
番組テーマ曲やジングルは、前番組と同様に「歌謡ベスト10」の当時のパーソナリティである宮川泰が作曲したテーマ曲をアレンジしたものを使用し、後継番組の「HEALING BLUE」も引き継いでいる。
9月29日に最終回を迎えた。

## パーソナリティ
- 眞鍋かをり

## 放送時間
- 毎週日曜日11:00 - 11:30